# Barbodes sunieri
Barbodes sunieri és una espècie de peix cipriniforme de la família dels ciprínids.

## Morfologia
Els mascles poden assolir els 28,7 cm de longitud total.

## Distribució geogràfica
Es troba al nord-est de Borneo.